# Theodóra Tzákri
Theodóra Tzákri (en grec Θεοδώρα Τζάκρη), née en 1970 à Pella en Grèce, est une femme politique grecque.

## Biographie
Aux élections législatives grecques de janvier 2015, elle est élue députée au Parlement grec sur la liste de la SYRIZA dans la circonscription de Pella.